# Summer Bunnies
«Summer Bunnies» es una canción escrita, producida e interpretada por el músico estadounidense de R&B y Soul R. Kelly. La canción samplea fuertemente "Outstanding" de "Gap Band" de 1982. 

## Recepción
La canción logró el puesto #55 en Billboard Hot 100, el #23 en el Top 40 de Reino Unido y el #20 en el catálogo de canciones R&B  de Estados Unidos. La canción tuvo críticas mixtas por parte de la crítica profesional, aclamando la producción musical, pero criticando la letra.

## Listas
| Lista (1994)                                    | Posición |
| ----------------------------------------------- | -------- |
| UK Singles Chart                                | 23       |
| US Billboard Hot 100                            | 55       |
| US Billboard Hot Dance Music/Maxi-Singles Sales | 20       |
| US Billboard Rhythmic Top 40                    | 22       |
| US Billboard Hot R&B/Hip-Hop Singles & Tracks   | 20       |